# Villar de Samaniego
Villar de Samaniego – gmina w Hiszpanii, w prowincji Salamanka, w Kastylii i León, o powierzchni 27,98 km². W 2011 roku gmina liczyła 97 mieszkańców.